# تراث شعبي (سيارات)
ظهر فلكلور السيارات بسبب الانتشار الواسع للسيارة في الحياة الاجتماعية وأثرها الكبير على العادات والتقاليد.

## ممارسات عامة

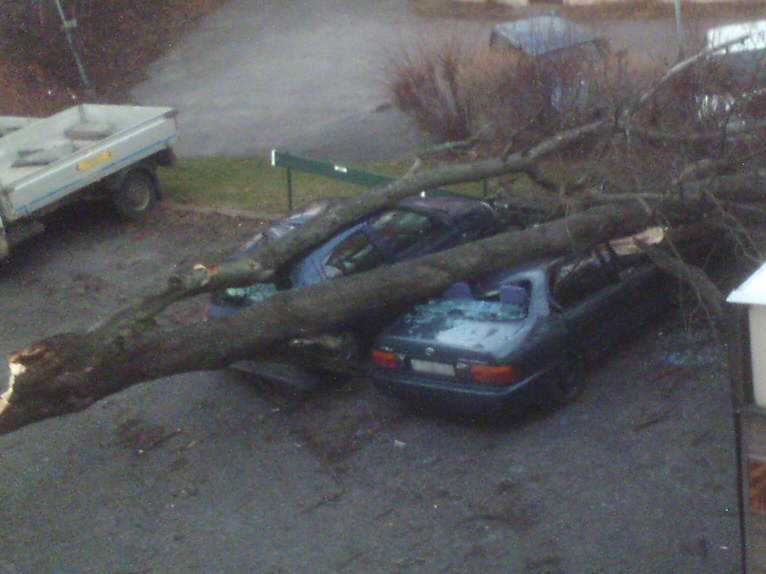
حادث سيارة من القدر.

- يعتقد بعض السائقين أن السيارة الجديدة تكون معرضة لخطر الحوادث بشكل أكبر من السيارة القديمة. بسبب أن السيارة الجديدة لم يحدث لها شيء بعد فإن احتمال تعرضها للحادث يكون أكبر من السيارة القديمة التي خاضت عراك الحياة، ولهذا ومن أجل منع الحوادث الكبيرة فإن بعض السائقين يقومون بخدش سياراتهم في مكان لا يمكن أن يظهر للعيان.
- أحياناً عند التخرج من امتحان القيادة في بعض الثقافات يقوم أصدقاء المتخرج أو المتزوج بالكتابة على زجاج السيارة بالطلاء القابل للإزالة، وذلك لتهنئة صديقهم الناجح.

## ديانات
هناك العديد من الممارسات الدينية المتعلقة بالسيارات مثل وضع القلادات والتعاويذ الدينية داخل السيارة لحمايتها وصونها من الحوادث.